# Vlag van Lot-et-Garonne

Vlag van Lot-et-Garonne

De vlag van Lot-et-Garonne is de niet-officiële vlag van het Franse departement Lot-et-Garonne. Net als de meeste andere departementen van Frankrijk heeft Lot-et-Garonne geen officiële vlag, maar wordt de hier rechts afgebeelde vlag op niet-officiële wijze gebruikt. De vlag is afgeleid van het wapen van dit departement.
De vlag bestaat uit: Rood, met een luipaard van goud tussen twee golvende dwarsbalken van wit.
Het ontwerp toont die van de provincie Guyenne met twee golvende dwarsbalken die de rivieren de Lot en de Garonne symboliseren. De vlag is geïnspireerd op het ontwerp van het wapen dat in 1950 is voorgesteld door Robert Louis.

Vlag van Guyenne